# بحتری
ابوعُباده بُحْتُری (۸۲۲م-۸۹۹م) (نسب ولید بن عبیدالله بحتری) شاعر عربی شامی بود.

## زندگی
در مَنْبِجْ و در خانواده‌ای از بحتر، شاخه‌ای از قبیلة طَیّ، زاده شد (برخی زادگاه او را روستایی مجاور منبج به نام خُرْدُفنه می‌دانند). بحتری هرگز پیوند خود را با زادگاهش نگسست، بلکه با ثروت سرشاری که طی سالیان دراز از راه شاعری دربار فراهم آورده بود املاک فراوانی در آن شهر خرید و با استفاده از اصل و نسب خود مناسبات پرمنفعتی نیز با اولیای امور برقرار کرد.